# 김재열 (1996년)
김재열(1996년 1월 2일 ~ )은 KBO 리그 NC 다이노스의 투수이다. 개명 전 이름은 '김태석'이다.

## 롯데 자이언츠시절
2014년에 입단했다.
1군에서 데뷔하지 못하고 2017년에 롯데 자이언츠에서 방출됐다.
방출 후 방위산업체에서 군 복무를 했다. 군 복무 후 사회인 야구에서 뛰면서 기량을 다졌고, KIA 타이거즈에 입단하게 된다.

## KIA 타이거즈시절
2020년에 입단했다. 2020년 9월 6일 한화전에서 구원 등판하며 데뷔 첫 경기를 치렀고, 경기에서 0.1이닝 3실점을 기록했다.

## NC 다이노스시절
2024년 KBO 리그 2차 드래프트에서 송승환과 함께 NC 다이노스로 이적했다.

### 2024년 시즌
5월 13경기 출장해 14 1/3이닝 1승 1패 1홀드 16탈삼진 평균자책점 1.88을 기록했다. 5월 구단 투수 MVP에 선정됐다. 6월 23일 SSG 랜더스와의 경기에서 8회말에 등판해 1이닝 1피안타 1탈삼진 무실점으로 막으면서 생애 첫 두자릿수 홀드를 기록했다. 2024년 KBO 올스타전에 감독 추천 선수로 발탁됐다. 전반기 46경기 출장해 46 2/3이닝 1승 2패 11홀드 48탈삼진 평균자책점 1.93을 기록했다.
9월부터는 이용찬을 대신해 마무리 투수로 등판했다. 9월 15일 LG 트윈스와의 경기에서 9회 초에 등판해 1이닝 1탈삼진 무실점을 기록하면서 첫 세이브를 기록했다. 후반기 23경기 출장해 22이닝 3승 1패 1홀드 2세이브 19탈삼진 평균자책점 3.68을 기록했다.
2024년 시즌 69경기 출장해 68 2/3이닝 1승 5패 2세이브 12홀드 67탈삼진 평균자책점 2.49를 기록했다. NC 다이노스의 불펜진의 핵심 투수로 활약했다.

## 출신 학교
- 양정초등학교
- 부산개성중학교
- 부산고등학교

## 통산 기록
| 연도 | 팀명  | 평균자책점 | 경기 | 완투 | 완봉 | 승 | 패 | 세 | 홀 | 승률  | 타자 | 이닝 | 피안타 | 피홈런 | 볼넷 | 사구 | 탈삼진 | 실점 | 자책점 |
| ---- | ----- | ---------- | ---- | ---- | ---- | -- | -- | -- | -- | ----- | ---- | ---- | ------ | ------ | ---- | ---- | ------ | ---- | ------ |
| 2020 | KIA   | 7.27       | 14   | 0    | 0    | 0  | 1  | 0  | 2  | 0.000 | 89   | 17⅓  | 23     | 3      | 12   | 3    | 13     | 16   | 14     |
| 2021 | KIA   | 3.86       | 24   | 0    | 0    | 1  | 0  | 0  | 0  | 1.000 | 152  | 32⅔  | 28     | 4      | 18   | 4    | 18     | 18   | 14     |
| 2022 | KIA   | 6.07       | 47   | 0    | 0    | 1  | 2  | 1  | 5  | 0.333 | 193  | 43   | 45     | 5      | 22   | 1    | 36     | 33   | 29     |
| 2023 | KIA   | 13.11      | 9    | 0    | 0    | 0  | 0  | 0  | 0  | -     | 70   | 11⅔  | 20     | 2      | 13   | 0    | 9      | 17   | 17     |
| 2024 | NC    | 2.49       | 69   | 0    | 0    | 1  | 5  | 2  | 12 | 0.167 | 284  | 68⅔  | 58     | 4      | 29   | 0    | 67     | 20   | 19     |
| 통산 | 5시즌 | 4.83       | 163  | 0    | 0    | 3  | 8  | 3  | 19 | 0.273 | 788  | 173⅓ | 174    | 18     | 94   | 8    | 143    | 104  | 93     |